# タイム・ウォー
タイム・ウォー（英: Time War, The Last Great Time War）は、イギリスのSFテレビドラマシリーズ『ドクター・フー』の世界で勃発した架空の戦争。タイムロードとダーレク間で戦いが繰り広げられ、ドクターが両種族を滅亡させたかに見せかけて終止符を打った。
『ドクター・フー』の物語では1996年のテレビ映画と2005年の新シリーズの間で発生した。番組が復活したシリーズ1から頻繁に言及されたが、直接的に描写されたのは番組の50周年記念スペシャルが初めてだった。戦争中の出来事や進行は完全には説明されていない。様々なエピソードでの短い台詞が手がかりとなっているが、ドクターが戦争を終わらせたことは『時の終わり Part2』で語られた。タイム・ウォーの最後の戦いとその終局は50周年記念スペシャル『ドクターの日』でついに明かされた。

## 原因
タイム・ウォーではガリフレイのタイムロードとスカロのダーレクが交戦した。戦争の原因となった出来事は明らかになっていないが、製作総指揮ラッセル・T・デイヴィスによると、戦争の起源はドクターとダーレクの抗争まで遡る。1975年の "Genesis of the Daleks" でダーレクが宇宙を征服する可能性を予見したタイムロードは、ダーレク族の創造を妨害させるべく4代目ドクターを派遣し、開発に干渉して攻撃性の低下や弱点の発見に関して成功を画策した。
このミッションは結局失敗に終わった。これに関連してダーレクは1984年の5代目ドクターのエピソードである "Resurrection of the Daleks" で複製され、タイムロードの最高評議会への潜入を企て、さらに1988年の "Remembrance of the Daleks" でダーレク帝国が宣戦布告をした
。
この2つの出来事がタイム・ウォーの開戦に繋がった。"Act of Master Restitution" にてロマーナ大統領による平和条約の締結が試みられたものの、ダーレクによる最初のガリフレイ侵攻計画であるエトラ・プライム事件が勃発し、「事態がエスカレートした」と言われている。タイムロードが使用した兵器にはボウシップやブラックホールキャリアーおよびN-フォームズがあり、ダーレクは「ゴートの屍作り」の総力を駆使して皇帝率いる大艦隊をタイム・ヴォルテックスへ進軍させた。

## 進行
タイム・ウォーの期間と領域は明らかでない。ジャック・ハークネスはシリーズ1『分かれ道』にてドクターから訂正されてはいるが、「（ダーレクが）時空間から消え失せた」("vanished out of time and space")と発言しており、通常の時空間で行われていなかったことが示唆されている。それにも拘わらず惑星ガリフレイ上で戦闘が行われていたが、『ドクターの夜』に登場したキャスはある時点でタイムロードもダーレクも宇宙を破壊するのにはいまだ至っていないと主張しており、少なくともキャスの時代では戦火は宇宙全域を覆うほどではなかったことが示唆されている。タイムロードに敵対的な種族は複数おり、例を挙げるとソンターランがタイム・ウォーへの参戦を望んでいたが、参戦は禁じられていた。
ドクターは最前線で戦い、そしてそこがアルカディア陥落の場だったと主張している。アルカディアはガリフレイで2番目に強化された都市であり、400もの空中塹壕が存在した。難攻不落であると考えられていたが、侵攻するダーレクにより掃討された。

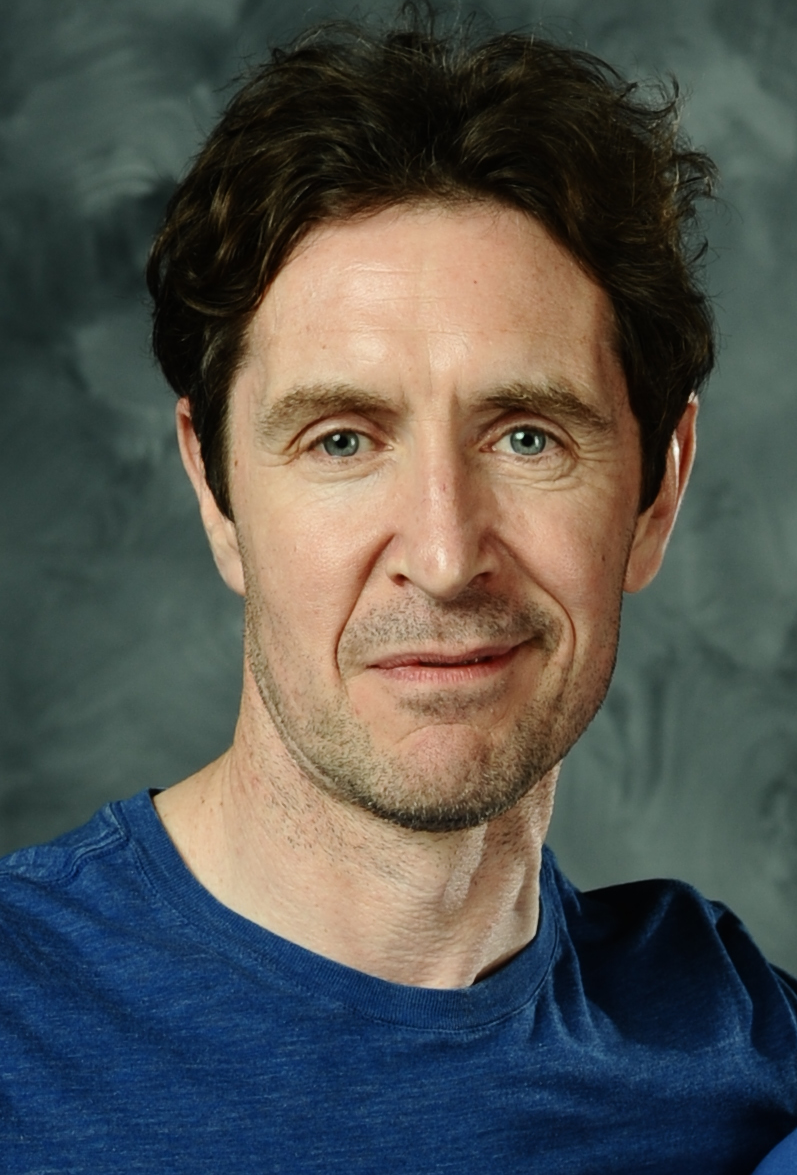
8代目ドクターを演じたポール・マッギャン

2013年のミニエピソード『ドクターの夜』では、戦況がコントロール不能で宇宙が破滅の危機に晒されていたにも拘わらず、8代目ドクターがタイム・ウォーへの参戦を拒否して人助けをするだけに留めていたことが明かされた。彼は惑星カーンへ墜落しつつある宇宙船からキャスを救出しに向かうが、彼がタイムロードであるという理由で救助を拒絶された。彼女はもはやダーレクとタイムロードに違いなどないと主張しており、これはタイムロードがダーレクと同等に破滅的な存在であることを示唆した。ドクターは墜落で死亡したが、カーンの修道女により一時的に蘇生され、最終的には彼女らにより宇宙のための説得に折れて戦う道を選んだ。彼女らは彼にエリクサーを差し出し、彼の氏名に適した姿へ変わるよう再生を制御する助けを施した。ドクターはこれを受け入れ、戦争で消耗した宇宙にドクターは必要ないと主張し、自分を戦士にするよう修道女へ依頼した。彼はエリクサーを飲んでウォードクターへ再生し、ドクターの名前を棄てた。

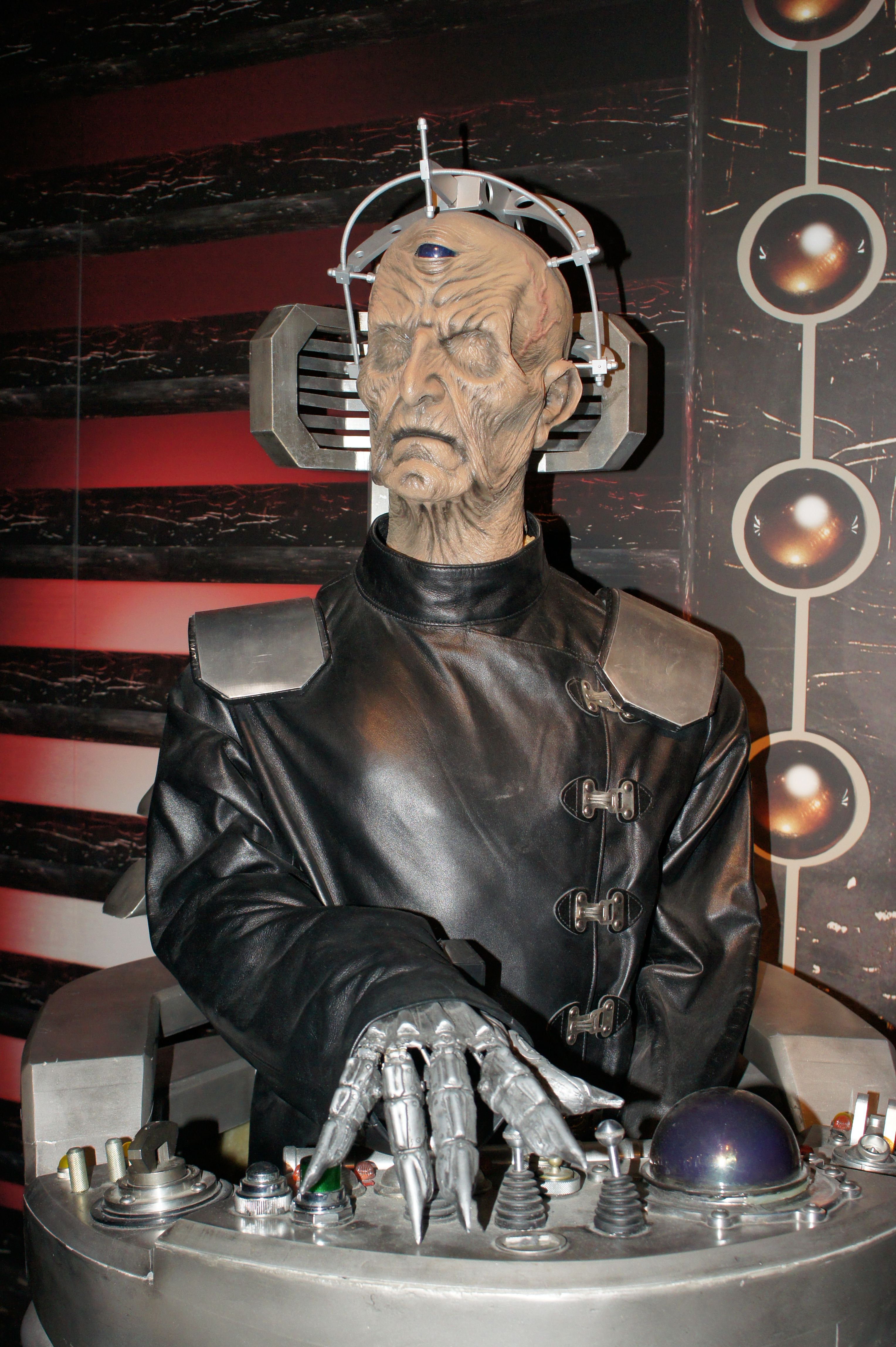
ダヴロス

ダーレクの創造主ダヴロスは "Genesis of the Daleks" 以降は生み出したダーレクに反逆されていたが、"Desteny of the Daleks" で指導者の地位に返り咲き、タイム・ウォーで戦っていた。タイム・ウォーの1年目に、ダヴロスの司令船は「悪夢の子」の顎の中へ飛んだ後に「エリュシオンの門」により破壊されたと思われていた。ダヴロスを救出しようとしたドクターに知られることなく、彼は緊急時空移動で『ダーレクの進化』の出来事から脱出したダーレク・カーンにより救出された。
タイム・ウォーでは数えきれないほどの死者が無限に死を迎えており、これは両軍それぞれが莫大な犠牲を払った戦いの結果を逆転させるためにタイムトラベルを使用したためである。この時間を飛び越えた過激な戦争は最終的にドクターがタイムロックをかけ、タイムトラベラーがその場へ侵入できないようにされた。ドクターはタイム・ウォーの最後の日々を地獄と表現した。
戦争が進むにつれてタイムロードは徐々に攻撃的かつ邪悪な存在となっていった。彼らは躍起になり、オメガ武器庫として知られる、古代ガリフレイの遺物である禁断の終末兵器の保管庫に手を出した。ここに収蔵されていた兵器はモメントを除いて全てダーレクに対して使用された。さらに彼らは、反逆者のタイムロードかつドクターの宿敵であるマスターをタイム・ウォーに投入すべき完璧な戦士と確信し、彼を蘇生させた。しかしダーレクが十字架の支配権を握るとマスターは地位を棄て、カメレオン・アーチを使って自分を人間に変換して記憶を封印し、宇宙が終焉を迎える寸前の時代まで逃亡した。遺伝子的に人間となった彼はドクターが引き起こしたタイムロードの滅亡を回避した。彼は隠居生活を終えてドクターに全てを教えられるまで、タイム・ウォーの顛末を知らずに過ごしていた。
ダーレクにより自身の文明が破壊される可能性を排除するため、ラシロンはアルティメット・サンクションと呼ばれる終末シナリオを計画した。これは時間そのものをも犠牲に捧げた大量虐殺計画であり、ダーレクもろとも宇宙に生息する全ての生命を消滅させ、タイムロード自身は肉体を持たない精神だけの存在になろうとしていた。戦争の恐怖により倫理観を喪失したらしいタイムロードはほぼ全会一致でこの計画を支持し、異議を唱えたタイムロードは2名のみであった。投票に先駆け、評議会の一員パルティサンはアルティメット・サンクションの延期を提案し、さらにガリフレイが滅ぼされた方がマシであると述べ、ラシロンに殺害された。
最高評議会がタイムロード社会を戦争へ向かわせ続けた一方、枝分かれした戦争評議会はガリフレイの防衛だけでなくタイム・ウォーそのものの監視を担っていた。戦争評議会はタイム・ウォーが終結に向かう数日の間、最高評議会に対し幻滅を露わにしていた。

## 終戦
タイム・ウォー最後の日、ガリフレイを包囲したダーレク艦隊は惑星へ史上最大の攻撃を放った。1000万隻の戦艦が軌道上からガリフレイに大規模な爆撃を行い、無数のダーレクが地表に降り立ってアルカディアの都市を占拠し首都を包囲したが、首都に仕掛けられた空中塹壕を突破できなかった。ラシロンのアルティメット・サンクションが進行する中、ウォードクターは銀河をも消滅させられる古代ガリフレイ兵器のモメントを盗み出し、ガリフレイを岩と塵に変えてダーレク艦隊を業火で焼き尽くした。これを以てタイム・ウォーの時代全体がタイムロックされ、タイムトラベラーは戦争の時代へ侵入できなくなった。
ドクターがモメントを使用するのを恐れ、ラシロンと評議員はタイムロックの突破を画策し、タイムロードの鼓動のリズムに合わせた4連続のドラムの音を幼少期のマスターの脳に植え付け、彼を狂気に走らせた。ドラムの信号が十分な効果を発揮すると、ガリフレイでのみ産出するダイヤモンドであるホワイトポイント・スターを使用してタイム・ウォー最後の日のガリフレイと地球を接続し、ガリフレイをタイムロックから解放させた。ドクターがダイヤモンドによるリンクを破壊した上、マスターが自らの命を投げうってラシロンに報復攻撃に出てガリフレイをタイム・ウォー最後の日に押し戻したため、この計画は最終的に破綻することとなった。タイム・ウォーにはほぼ全てのタイムロードが巻き込まれたが、これが彼らの終わりにはならなかった。終末兵器モメントには意思が存在し、それがウォードクターに代替案を提示して、初代ドクターから12代目ドクターまでの13人のドクターがガリフレイに集結して時間を凍結させ宇宙からガリフレイを除外した。ガリフレイが突如消失したためダーレクは星を挟んだ反対側で互いに撃ち合って消滅し、タイムロードは力を失って忘れ去られたものの、ポケット宇宙で生き残った。

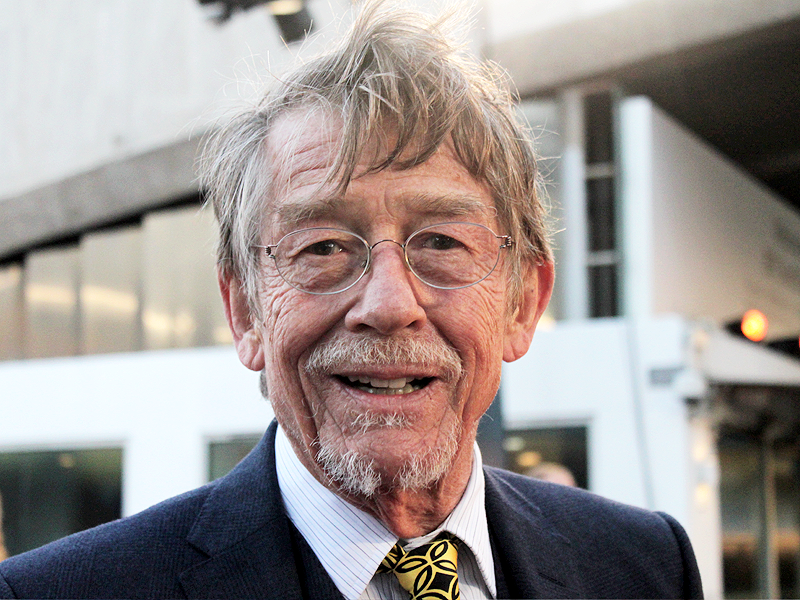
ウォードクターを演じたジョン・ハート

ウォードクターが9代目ドクターへ再生した際、彼と他の歴代ドクターがガリフレイを救った記憶はタイムラインを守るために消滅し、ドクターは自分がモメントを起動してタイムロードとダーレク、そしてガリフレイを滅亡させたという確信をもって生きていくこととなる。ドクターは自らの故郷に関して誤った知識に取りつかれ、ビーストのように彼の罪悪感につけ込む敵までも登場した。タイム・ウォー以後のドクターはドクターの誓いを守らなかったウォードクターを嫌悪していたが、後に10代目ドクターと11代目ドクターは真実を知ってウォードクターを正当なドクターの1人と認めた。
タイムロードとダーレクの両種族が壊滅して戦争は終わりを告げたが、9代目ドクターは皇帝ダーレクとその艦隊の生存を知り、ローズ・タイラーがバッド・ウルフとして彼らを消滅させてタイム・ウォーの終わりを宣言した。10代目ドクターはこれを認めており、彼女によって蘇ったジャックに対してローズがタイム・ウォーの一部に加担していたことを告げた。

## 余波

### タイムロードの不在
ドクターは自分がタイムロード最後の生き残りであると語り、そう信じていた。タイムロードが健在だった頃はパラレルワールドの往来は容易であったが、タイム・ウォーの後は往来が不可能となっている。またタイムロードはタイムパラドックスに関わる歴史の管理も行っていた。彼らがいなくなってからは、タイムパラドックスが生じると、歴史の消毒役であるリーパーが出現して世界の全てを消滅させるという危険な状況になっている。
タイムロックがかかっているため、そしてタイムパラドックスが生じる危険があるため、ドクターは時間を遡ってタイムロードを救うことができない。彼は嘆きの天使に対して自分の過去を変えることは宇宙の三分の二を破滅させることであると警告しているほか、宇宙の神羅万象を操って戦争も止めることができるスケイサス・パラダイムをクリリテーンであるフィンチ校長に打診された際も拒絶している。11代目ドクターは自分の決断を変えることを常に考えていたが、実際にやったことは先述の通りタイムロードの時間を凍結させるだけであった。
シリーズ5では11代目ドクターが時空間の裂け目に何度も直面する。ドクターはこれがサイレンスが2010年6月26日に起こしたターディスの爆発により歴史が崩壊したことに由来すると解明し、ターディスの爆発とパンドリカの復元光線を使って第二のビッグバンを起こして宇宙を再起動した。その後ドクターは惑星トレンザロアに残っていた裂け目と遭遇するが、この裂け目を通してタイムロードがトゥルース・フィールドを展開し、「ドクター誰？」という問いにドクターが嘘をつくことなく答えるよう仕掛けていたことが判明する。ドクターが本名を答えると安全を確認したタイムロードがポケット宇宙から戻ってくる仕組みであるが、ドクターの返答を妨げるべく、あるいはタイムロードを相手に第二のタイム・ウォーを始めるべく、既にトレンザロアにはダーレクを含めて無数の種族の艦隊が集結していた。ペイパル・メインフレーム協会は教義を沈黙へ変えてドクターと協力し平和維持に尽力し、離反したコヴァリアン修道会はドクターをトレンザロアに到達させないためにシリーズ5とシリーズ6で数々の暗殺を仕掛けた。クララ・オズワルドの懇願を受けたタイムロードはポケット宇宙へ亡命したまま、裂け目越しにドクターに新たな再生サイクルを与え、これがきっかけでトレンザロアに侵攻していたダーレク艦隊が一掃された。

### ダーレクの末裔
ドクターの努力もむなしく、ダーレクはタイム・ウォーを生き延びた。9代目ドクターは2012年の地球の博物館で故障したダーレク1体と遭遇しており、これは時空間から零れ落ちて50年前に地球へ墜落した個体だった。ローズが触れたことで人間の感情を獲得し、この個体は自殺の道に走った。後にドクターは皇帝ダーレクも生存し、さらにDNAを完全に書き換えることで人間の細胞を使ってダーレク族を再興したことを知る。皇帝の艦隊は西暦20万100年の地球を侵攻しドクター達の仲間も次々に抹殺したが、タイム・ヴォルテックスを浴びたローズにより原子レベルに分解され、「タイム・ウォーは終わる」と宣言された。
スカロの集団はタイムロードが作ったダーレクの囚人船であるジェネシス・アークとともにボイド・シップに乗り込んで次元を旅していた。彼らはアークを開放して21世紀の地球で人類とサイバーマンを相手に圧倒するが、10代目ドクターがボイドの裂け目を開いたため大部分のダーレクとアークはボイド空間に吸い込まれ、スカロの集団だけが緊急時空移動で避難した。彼らは1930年のニューヨークで人間を使って新たなダーレクの創造を計画したが、リーダーのセクが仲間割れで抹殺され、他2体もダーレクヒューマンと交戦して死亡し、ダーレク・カーンだけが再び緊急時空移動で脱出を果たした。ダーレク・カーンは正気を失いながらもタイムロックを突破してタイム・ウォーに戻り、ダーレクの創造主ダヴロスを救出する。ダヴロスは自らの細胞から新たなダーレク帝国を築き上げ、ダーレク・カーンの予言能力を利用するため彼を傍に置いた。ダーレクは盗んだ27の惑星を動力源にしてリアリティ・ボムを起動し、現実を破壊してダーレクを唯一の生物にしようと画策した。しかしダーレクの歴史を全て見通したダーレク・カーンはダヴロスがドクターたちのダーレク打倒を手助けするように裏で工作しており、ダーレク艦隊はメタクライシスドクターに破壊され、ダヴロスとダーレク・カーンは爆発炎上する船に取り残された。

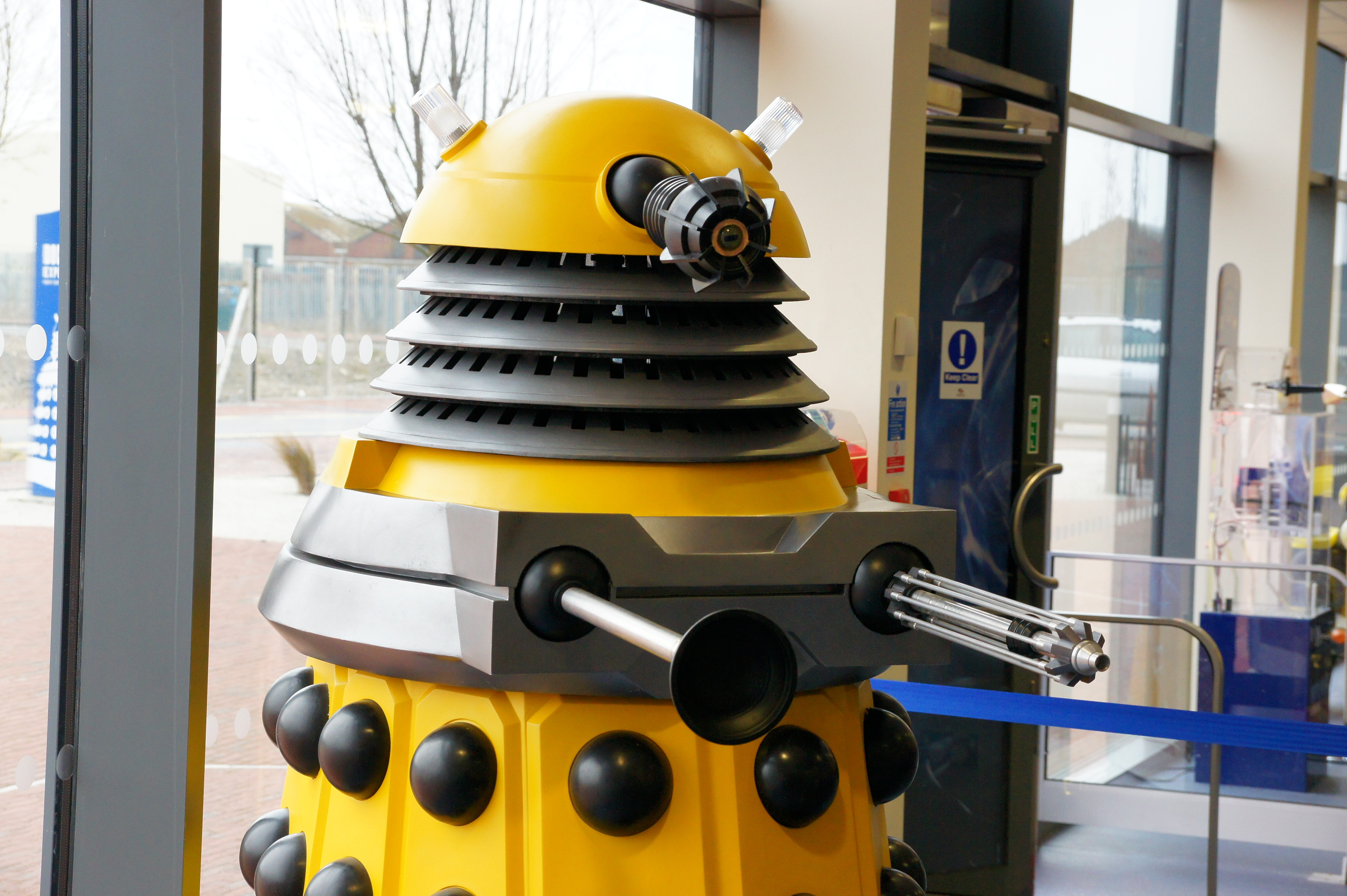
ニューパラダイム・ダーレク

偶然時空移動をして破壊を免れた1隻の船が純粋なダーレクのDNAが保管された装置を収集したが、ダヴロスのDNAから作られたダーレクであるゆえに純粋なダーレクと認められなかったため、第二次世界大戦中に11代目ドクターを嵌めて自身をダーレクと認めさせ装置を起動した。装置によりニューパラダイム・ダーレクが復活し、彼らは以前のダーレクを抹殺して新たなダーレクの種となった。その後はパンドリカの計画に加担し、その後も勢力を増して国会を開けるまでに回復を果たし、トレンザロアの包囲戦にも参加した。

### マスターの生存

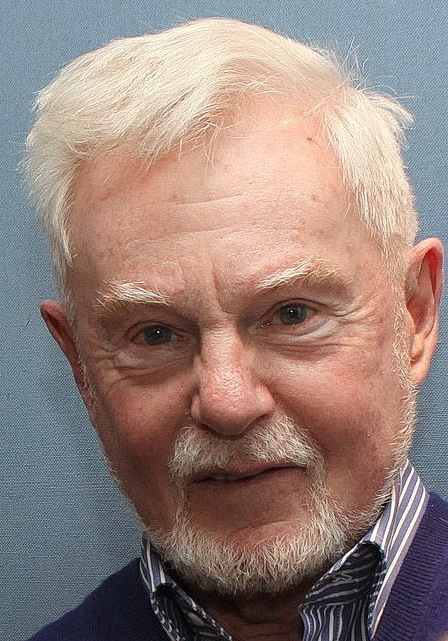
タイム・ウォーから逃げた当時のマスターを演じたデレク・ジャコビ

タイム・ウォーの後、自分以外のタイムロードが生きていれば感じると言い、自分が唯一生き残ったタイムロードと考えていた。フェイス・オブ・ボーの遺言は「君は一人ではない」(You Are Not Alone.) であり、後にドクターが出会ったヤナ教授の正体がマスターであると発覚した際にこの言葉の意味が説明された。マスターはダーレクとタイムロードの滅亡を回避し、カメレオン・アーチを使って宇宙の終焉の時代で人類文明に身を隠していた。人間になることでマスターはドクターに気付かれることなく過ごしていた。

### 他の種族への影響
タイム・ウォーで影響を受けた種族や惑星は少なくない。最も影響を受けたのはグレート・オールド・ワンの1つである Greater Animus であり、拠点としているカルセノムを破壊された上に死亡している。ザイゴンは故郷の惑星を失って地球へ移住を目指し、エターナルは絶望のあまり宇宙を去り、ゲルスは肉体を失ってガス状の存在となり、カーディフの時空の裂け目を使って1869年で人間の遺体を再利用しようとした。スピンオフシリーズである ""The Sarah Jane Adventures"" では、イヴの名前のない種族がタイム・ウォーで滅ぼされたと語られている。

## タイム・ウォーと連続性
タイム・ウォーはシリーズの連続性の矛盾を説明できる便利なシステムである。例を挙げると、『地球最後の日』で50億年後に太陽の膨張により地球が破壊されるのは、1966年の ""The Ark"" で西暦1000万年前後に地球が滅びていることと矛盾しており、これはタイム・ウォーに起因する歴史改変による可能性があるとポール・コーネルが述べている。脚本家かつ後の製作総指揮者であるスティーヴン・モファットはさらに、「パラレルユニバースのアイデアと時間改変の概念の両方を取り入れたテレビシリーズに連続性の誤りはあり得ない。ドクター・フーが間違うのは不可能だ。なぜなら我々は彼が時間を変えた──タイム・ウォーの時間的影響だと言えばいいのだから。」と述べている。